# Grandpa Candys
 (срп. Чикине бомбоне) српски је psychobilly трио из Београда, настао 1998. године. Њихова музика се може описати као мешавина rockabilly звука 50-тих са модерним музичким алтернативним жанровима (панк рок, ска).

## Биографија
Оригинални назив групе Грендпа Кендис (енгл. Grandpa Candys), који бенд још увек користи у наступима на међународној сцени, потиче од имена протагонисте истоименог њујоршког андерграунд стрипа из педесетих година прошлог века Џимија Кендиса (енгл. Jimmy Candys). Пошто се лична имена не преводе, а дека Кендис није познат широј публици, бенд је за српско тржиште узео име које је представљало најближи логички еквивалент — Чикине бомбоне. Иза себе до сад имају пет студијских албума.

## Чланови

### Садашњи
- Саша Јовановић Јовандека — вокал, гитара
- Андреја Милошевић — контрабас
- Марко Мрчарица — бубањ

### Бивши
- Александар Симић — бубањ
- Иван Ковачевић — контрабас
- Дејан Љубљеновић — контрабас
- Милан Миросавић — бубањ

## Дискографија

### Студијски албуми
- (ITMM, 2001)[2]
- (Active Time, 2004)[3]
- (Active Time, 2005)[4]
- (Flying Buffalo, 2009)[5]
- (Mascom Records, 2015)[6]

### Видео
- [7]